# Ahead (azienda)
La AHEAD Products Inc., anche Ahead, è una azienda statunitense di prodotti per batteria e batteristi. Produce in maggior modo bacchette, Rullanti e guanti. Il nome deriva dall'acronimo Advanced High Efficiency Alloy Drumsticks, in quanto il prodotto di punta sono appunto "bacchette per batteria" (Drumsticks).
Per quanto riguarda le bacchette, la particolarità delle bacchette Ahead, sta nel fatto che l'intera bacchetta è formata da alluminio (tranne la punta che è fatta di plastica dura). La bacchetta è formata da 3 parti: manico e anima (alluminio), intermezzo (in plastica dura - intercambiabile), punta (nylon).
La Ahead produce, oltre al normale set di bacchette (quali modello 7A, 5A, 5B e così via), bacchette personalizzate dei più famosi batteristi al mondo, tra cui Lars Ulrich (Metallica), Phil Rudd (AC/DC), Matt Sorum(Velvet Revolver), Joey Jordison (Slipknot), Tommy Lee (Mötley Crüe), Tico Torres (Bon Jovi) e tanti altri.
Le bacchette prodotte dalla Ahead, oltre ad avere la grande comodità del manico anti-scivolo che rende la governabilità delle bacchette migliore, rispetto a qualunque bacchetta in legno, inoltre, permettono di limitare o quasi totalmente azzerare, le vibrazioni che la bacchetta infligge quando viene colpito un piatto, il rullante ecc.

## Endorser con bacchette signature
- Matt McDonough
- Lars Ulrich
- Rick Allen
- Tommy Lee
- Tico Torres
- Travis Smith
- Joey Jordison
- Phil Rudd